# マスターズ・ブラス・ナゴヤ
マスターズ・ブラス・ナゴヤ（Masters Brass Nagoya）は日本のプロ吹奏楽団である。

## 概要
2016年、吹奏楽が持つ魅力の一つである“音楽を楽しむ”をコンセプトとし、『伝統と革新』を追求、さらなるクラシックファンの裾野を広げることを目的として結成された。東海地方出身、もしくはそこで活躍するオーケストラ奏者、音楽大学の教員・講師、フリーランス奏者をメンバーとして構成される。

## 歴史
- 2016年4月 - 結成
- 2016年4月10日 - 第1回定期演奏会を開催
- 2017年4月  2日 - 第2回定期演奏会を開催
- 2018年4月30日 - 第3回定期演奏会を開催
- 2019年4月28日 - 第4回定期演奏会を開催
- 2021年4月25日 - 第5回定期演奏会を開催
- 2022年4月24日 - 第6回定期演奏会を開催

## 指揮者
- 鈴木竜哉 - 2016年の結成から2022年まで音楽監督

## 定期演奏会の記録

### 第1回
2016年4月10日（日）14:00〜愛知県芸術劇場コンサートホール
- R.シュトラウス（編曲：鈴木英史）：祝典前奏曲 Op.61（編曲委嘱初演）
- 三枝成彰（編曲：長生淳）：トランペット協奏曲（ユーフォニアム・ヴァージョン）
- J.バーンズ：交響曲第5番「フェニックス」 Op.110
- 伊藤康英：オン・ザ・マーチ（アンコール）

（指揮：鈴木竜哉　ユーフォニアム：安東京平　特別出演：愛知工業大学名電高等学校吹奏楽部）

### 第2回
2017年4月2日（日）13:45〜愛知県芸術劇場コンサートホール
- F.メンデルスゾーン：ハルモニームジークのための序曲 Op.24
- P.フォーシェ：吹奏楽のための交響曲（フランス原典版）
- 兼田敏：吹奏楽のためのバラードⅡ
- 武満徹：ガーデン・レイン（金管アンサンブルのための）
- 伊藤康英：交響詩「時の逝く」
- 武満徹：小さな空（混声合唱のための「うた」より）（アンコール）
- 岡野貞一（編曲：伊藤康英）：故郷（アンコール）

（指揮：鈴木竜哉　メゾソプラノ：石戸谷扶美子　合唱：混声合唱団 Vox MEA / 合唱団 花集庵）

### 第3回 〜ヤン・ヴァン=デル=ローストプログラム〜
2018年4月30日（月・祝）15:00〜刈谷市総合文化センター大ホール
- クレデンティウム
- いにしえの時から
- シンフォニア フンガリカ
- カンタベリーコラール（アンコール）
- コンサートマーチ「ミネルヴァ」（アンコール）

（指揮：鈴木竜哉）

### 第4回 〜トラップ一家のその後〜
2019年4月28日（日）15:30〜愛知県芸術劇場コンサートホール
- R.ロジャース（編曲：長生淳）：サウンド・オブ・ミュージック
- R.シュトラウス（編曲：石毛里佳  補筆：鈴木竜哉）：アルプス交響曲 Op.64
- F.グローフェ：ミシシッピ組曲より「マルディグラ」（アンコール）

（指揮：鈴木竜哉）

### 第5回 〜スペシャルコンサート〜
2021年4月25日（日）15:30〜愛知県芸術劇場コンサートホール
- 伊福部昭（編曲：福田滋）：SF交響ファンタジー第1番
- 三枝成彰（編曲：長生淳）：交響組曲「機動戦士ガンダム 逆襲のシャア」
- すぎやまこういち（編曲：真島俊夫）：交響組曲「ドラゴンクエストⅧ 空と海と大地と呪われし姫君」より
- J.ウィリアムズ（編曲：真島俊夫）：スター・ウォーズ コンサート・セレクション（アンコール）

（指揮：鈴木竜哉）

### 第6回
2022年4月24日（日）15:30〜愛知県芸術劇場コンサートホール
- A.リード：第3交響曲
- 保科洋：交響曲第2番
- 鈴木英史：交響曲第1番（マスターズ・ブラス・ナゴヤ委嘱作品 世界初演）

（指揮：鈴木竜哉）

## ディスコグラフィ

### CD
|     | 発売日        | タイトル                                | 収録曲 | 共演者                                                                        |
| --- | ------------- | --------------------------------------- | --- | ----------------------------------------------------------------------------- |
| 1st | 2017年2月8日  | 祝典前奏曲                              | - R.シュトラウス（編曲：鈴木英史）：祝典前奏曲 Op.61 - 三枝成彰（編曲：長生淳）：トランペット協奏曲（ユーフォニアム・ヴァージョン） | 安東京平（ユーフォニアム）                                                    |
| 2nd | 2017年2月8日  | PHOENIX                                 | - J.バーンズ：交響曲第5番「フェニックス」 Op.110 |                                                                               |
| 3rd | 2018年2月7日  | 時の逝く                                | - P.フォーシェ：吹奏楽のための交響曲（フランス原典版） - 兼田敏：吹奏楽のためのバラードⅡ - 武満徹：ガーデン・レイン（金管アンサンブルのための） - 伊藤康英：交響詩「時の逝く」 - 武満徹：小さな空（混声合唱のための「うた」より） - 岡野貞一（編曲：伊藤康英）：故郷 | 石戸谷扶美子（メゾソプラノ） 混声合唱団 Vox MEA（合唱） 合唱団 花集庵（合唱） |
| 4th | 2019年2月22日 | ヴァンデルロースト                      | - J.ヴァンデルロースト：クレデンティウム - J.ヴァンデルロースト：シンフォニア フンガリカ - J.ヴァンデルロースト：コンサートマーチ「ミネルヴァ」 |                                                                               |
| 5th | 2020年2月7日  | アルプス交響曲 〜トラップ一家のその後〜 | - R.ロジャース（編曲：長生淳）：サウンド・オブ・ミュージック - R.シュトラウス（編曲：石毛里佳 補筆：鈴木竜哉）：アルプス交響曲 Op.64 |                                                                               |
| 6th | 2022年3月4日  | おもちゃ箱の中身                        | - 伊福部昭（編曲：福田滋）：SF交響ファンタジー第1番 - 三枝成彰（編曲：長生淳）：交響組曲「機動戦士ガンダム 逆襲のシャア」 - J.ウィリアムズ（編曲：真島俊夫）：スター・ウォーズ コンサート・セレクション                                                              |                                                                               |